# ۱۷۱۸ (میلادی)
۱۷۱۸ (میلادی) هزار و هفتصد  و هجدهمین سال تقویم میلادی است.
در این صفحه وقایع مهم سال ۱۷۱۸ میلادی فهرست شده‌اند.

## رویدادهای مهم
- ساخت شهر نیواورلئان در آمریکا توسط فرانسوی‌ها.

## زادروزها
- زادروز آلکساندر پتروویچ سوماروکوف نویسنده روس.
- ۷ ژانویه – ایزرائیل پاتنم، افسر آمریکایی (د. ۱۷۹۰)
- ۳۱ ژوئیه – جان کانتون، فیزیک‌دان بریتانیایی (د. ۱۷۷۲)

## درگذشت‌ها
- درگذشت ویلیام پن، بنیانگذار ایالت پنسیلوانیا .
- ۳۰ دسامبر – کارل دوازدهم پادشاه سوئد (ز. ۱۶۸۲)